# Baltasar Álamos de Barrientos

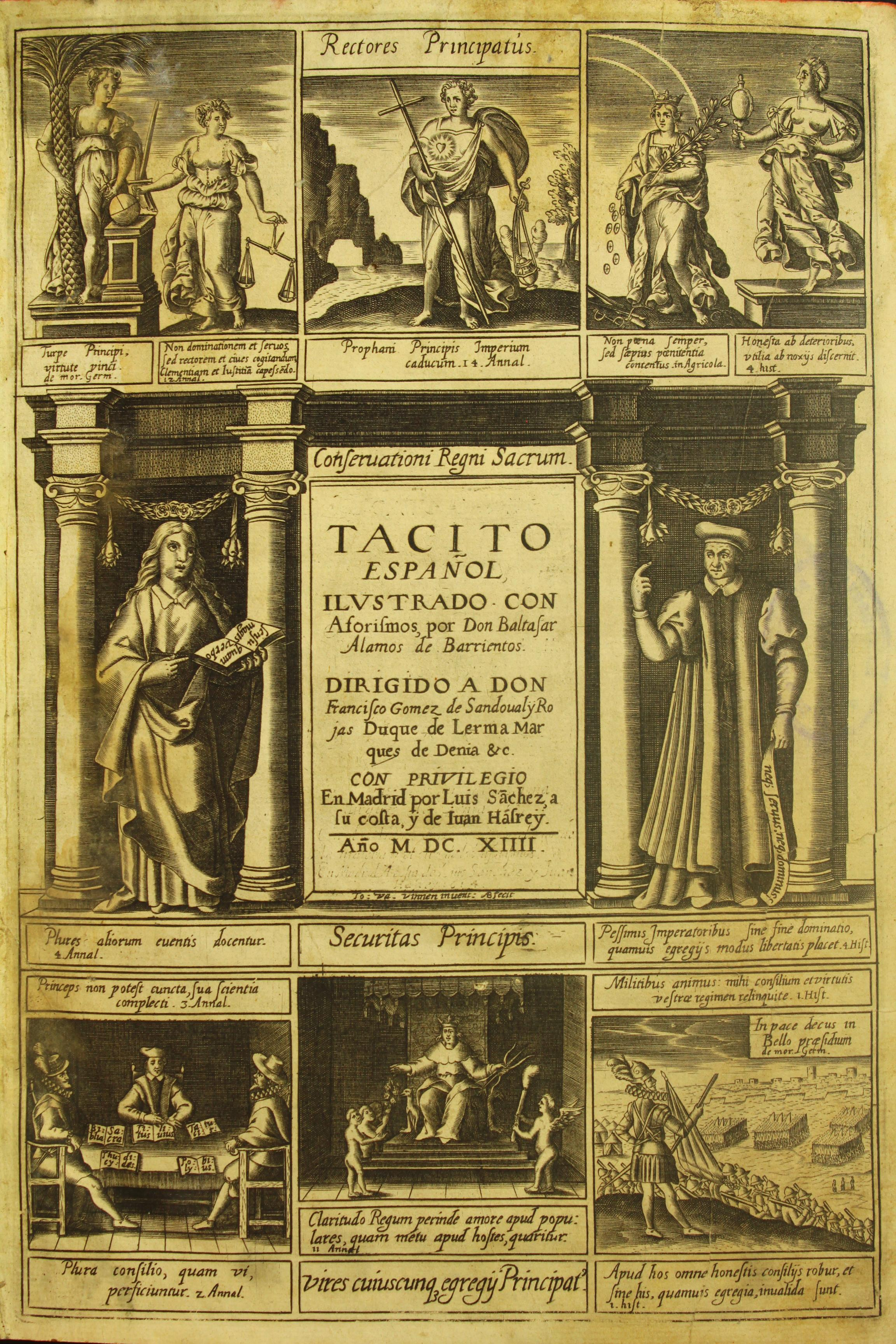
Livro inlustrado por Baltasar Álamos de Barrientos.

Baltasar Álamos de Barrientos (Medina del Campo, 1555 – 1640) foi um erudito espanhol.

## Biografia
Barrientos nasceu em Medina del Campo, uma cidade na província de Valladolid. Sua amizade com Antonio Pérez levou-o ser preso em 1590, e encarcerado por quase treze anos. Seu Tácito Español illustrado con aforismos (Madrid, 1614) é a única obra que leva o seu nome, mas é provavelmente o autor do Discurso del gobierno, atribuído a Pérez. Através da influência do Duque de Lerma (a quem o Tácito é dedicado) e do Conde-duque de Olivares, ocupou posteriormente, altos cargos oficiais.